# Mosquée de Xhafer Efendi
La mosquée de Xhafer Efendi (en albanais : Xhamia e Xhafer Efendiut) est une mosquée ottomane située dans la ville de Prizren, au Kosovo. Elle a été construite au XVIe siècle. Elle est proposée pour une inscription sur la liste des monuments culturels du Kosovo.

## Présentation
La date de construction de la mosquée de Xhafer Efendi n'est pas connue avec précision. En revanche, elle figure dans une concession de Kukli Mehmed Bey, ce qui indique qu'elle a été construite avant 1538. Elle est également mentionnée dans la Chronique (Menakibin) de Tahir Efendi, qui constitue une source importante sur l'histoire et la culture de Prizren à l'époque ottomane.
La mosquée a été érigée par Dervish Çelebi et, à proximité, se trouve le mausolée de Xhafer Efendi, un martyr originaire d'Arabie.
En 2005, la mosquée a été complètement détruite à l'exception de son minaret ; elle a, depuis, été restaurée.